# Zejmen
Zejmen là một xã trong quận Lezhë thuộc hạt Lezhë, Albania. Dân số năm 2005 là 6724 người.